# Charles Edmund Ryan
Charles Edmund Ryan, britanski general, * 1890, † 1981.